# Zeïni Moulaye
Zeïni Moulaye (Gao, 31 de diciembre de 1954) es un político y diplomático de Malí. Desde el 7 de octubre de 2020 es Ministro de Asuntos Exteriores de Malí en el gobierno de Moctar Ouane. Hasta entonces fue consejero especial encargado de las relaciones diplomáticas con el presidente Ibrahim Boubacar Keïta. De 1989 a 1991 fue Ministro de Transportes y Turismo.

## Trayectoria
Nacido en Gao el 31 de diciembre de 1954. 
En 1977 se licenció en periodismo y ciencias de la información en la Universidad de Argel.
En 1983 realizó un doctorado en ciencias políticas con especialización en relaciones internacionales y comunicación en la Universidad de París I, en el departamento de ciencias políticas. Más tarde estudió gestión en Estados Unidos, en la Universidad de Atlanta (1987)(Estados Unidos) y gestión de proyectos en Canadá (1999).
De julio de 1988 a mayo de 1989 fue consejero especial del presidente Moussa Traoré antes de asumir el puesto de ministro de Transportes y Turismo (1989 a 1991).  Fue director general Adjunto de Asuntos Políticos en el Ministerio de Relaciones Exteriores de Malí.
En 2008 como consultor fue coordinador del Programa "Shared Governance of Security and Peace Programme" del PNUD y Malí.
De 2016 a 2020 fue embajador en Arabia Saudí, Kuwait, Baréin, Omán y Yemen. En enero de 2020 fue nombrado consejero especial encargado de las relaciones diplomáticas con el presidente Ibrahim Boubacar Keïta.

### Ministro de Asuntos Exteriores y Cooperación
En octubre de 2020 fue nombrado Ministro de Asuntos Exteriores y Cooperación de Malí en el primer gobierno de transición de Moctar Ouane tras el golpe de Estado de Malí de 2020. Mantuvo su puesto en el segundo gobierno nombrado en mayo de 2021. En abril de 2021 se anunció el relevo de nueve embajadas de Malí argumentando la necesidad de que los embajadores sean diplomáticos de carrera.

## Publicaciones
- Gouvernance démocratique de la sécurité au Mali. Un défi du développement durable. Friedrich Ebert Stiftung - Bamako - 2005

- Shared Governance of Peace and Securtity. The Malian Experience. (2011) ISBN 928-456-915-800-9
- La société civile face aux défis de l'instabilité politique en Afrique de l'Ouest. (2013) Gorée Institute, édition